# Cobitis elongatoides
Cobitis elongatoides es una especie de peces de la familia Cobitidae en el orden de los Cypriniformes.

## Reproducción
Es ovíparo.

## Morfología
• Los machos pueden llegar alcanzar los 7,5 cm de longitud total y las hembras 13.

## Hábitat
Vive en zonas de clima templado.

## Distribución geográfica
Se encuentra en el río Argesel (Rumanía ).

## Longevidad
Es conocido por llegar a los 5 años de vida